# تپه اطراف شهر سوخته ۳۴۳
تپه اطراف شهر سوخته شماره ۳۴۳ مربوط به هزاره سوم و دوم قبل از میلاد است و در شهرستان زابل، بخش شیب آب، دهستان لوتک، روستای حومه شهر سوخته، ۵/۴۰ کیلومتری جنوب شرقی پایگاه باستان‌شناسی شهر سوخته واقع شده و این اثر در تاریخ ۱۳ آبان ۱۳۸۶ با شمارهٔ ثبت ۱۹۷۶۵ به‌عنوان یکی از آثار ملی ایران به ثبت رسیده است.